# Pallottihaus (Olpe)

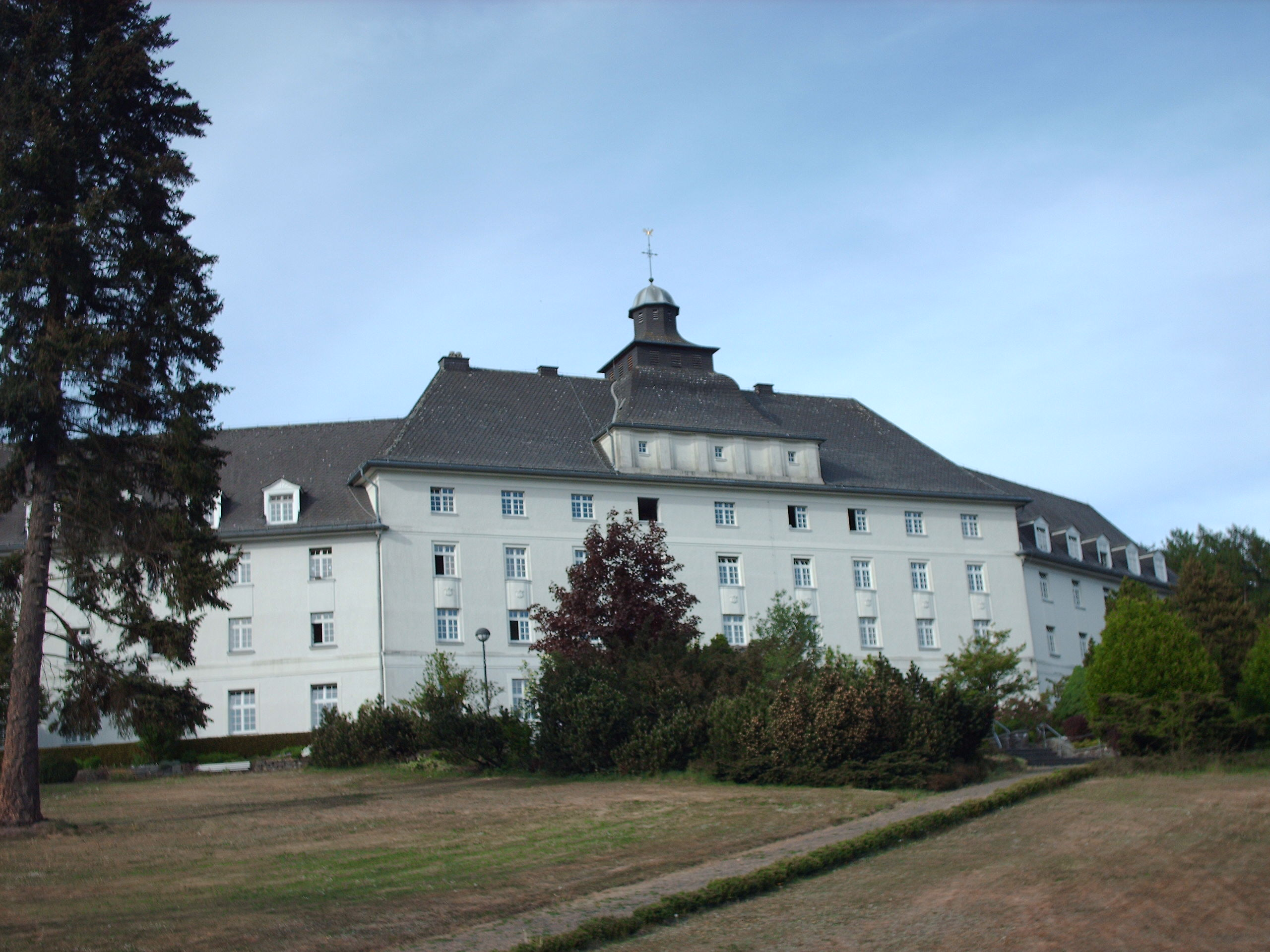
Pallottihaus

Das Pallottihaus in Olpe ist ein ehemaliges Kloster der Pallottiner. Mit dem Bau wurde im Jahr 1915 begonnen, er musste aber aufgrund des Ersten Weltkriegs im Jahr 1917 unterbrochen werden. Ab 1924 wurde weiter gebaut. Die Grundsteinlegung fand am 11. Mai 1924 und vier Monate später das Richtfest statt. Die ersten Novizen zogen 1926 in das Pallottihaus ein. Die Einweihung der Kirche fand am 10. Mai 1925, die eigentliche Konsekration durch den Paderborner Bischof Caspar Klein wurde am 2. Juni 1928 vollzogen. Während der NS-Zeit wurde das Haus im Sommer 1941 von der Gestapo beschlagnahmt. Daraufhin solidarisierte sich die Olper Bevölkerung mit den Pallottinern und es kam zu Demonstrationen und Protesten. Dennoch wurde das Haus enteignet und unter anderem als NS-Frauenschule für soziale Berufe durch die Nationalsozialistische Volkswohlfahrt (NSV) genutzt. Nach dem Zweiten Weltkrieg, im Mai 1945, wurde das Haus von den Pallottinern wieder übernommen. Diese nutzten es wieder, bis zur Verlegung nach Untermerzbach im Jahr 1967, als Noviziat. Im Laufe der Jahre kamen weitere Aufgaben wie Exerzitien, Polizeiseelsorge, Glaubensseminare, Ehevorbereitungskurse etc. hinzu. Nach Umbau und Erweiterung entstand 1983/1984 die Jugendbildungsstätte „Jugendhof“. Die Erwachsenenbildung lief 2007 aus.
Im selben Zeitraum wurde die Olper Liegenschaft verkauft. Ein privater Investor kaufte das Pallottihaus und errichtete im nun „Wohngut Osterseifen“ benannten Anwesen 40 Altenwohn- und 100 vollstationäre Pflegeplätze.
Die Pallottiner mieteten 2007 einen kleinen Teil der Anlage, u. a. den Jugendhof sowie Wohnungen, für die verbliebenen Patres an, haben aber Anfang 2018 ihre Niederlassung endgültig geschlossen. Der Jugendhof zog in das ehemalige Kloster Maria Königin in Altenhundem um.
Kirche und Kapelle wurden 2017 von der LWL-Denkmalschutzbehörde als Denkmäler eingestuft. Der Träger und die Kirche in Olpe vereinbarten, dass die nun private Kirche und die Marienkapelle als private Kapellen öffentlich zugänglich bleiben.

## Ehemalige Patres
- Friedrich Franzen (1893–1974), Rektor der Pallottiner in Olpe, Exerzitienmeister und Heimatschriftsteller
- Johannes Rosenthal (1903–1975), Pallottinerbischof und erster Bischof von Queenstown in Südafrika
- Heinz Perne SAC (1930–2008), Priester der Pallottiner, Religionslehrer, Journalist und Liedautor

## Trivia
Zwei von den ersten drei Glocken wurden den Pallottiner durch den Schützenverein Olpe und den Jungfrauen-Verein geschenkt.